# Sint Antoniesluis

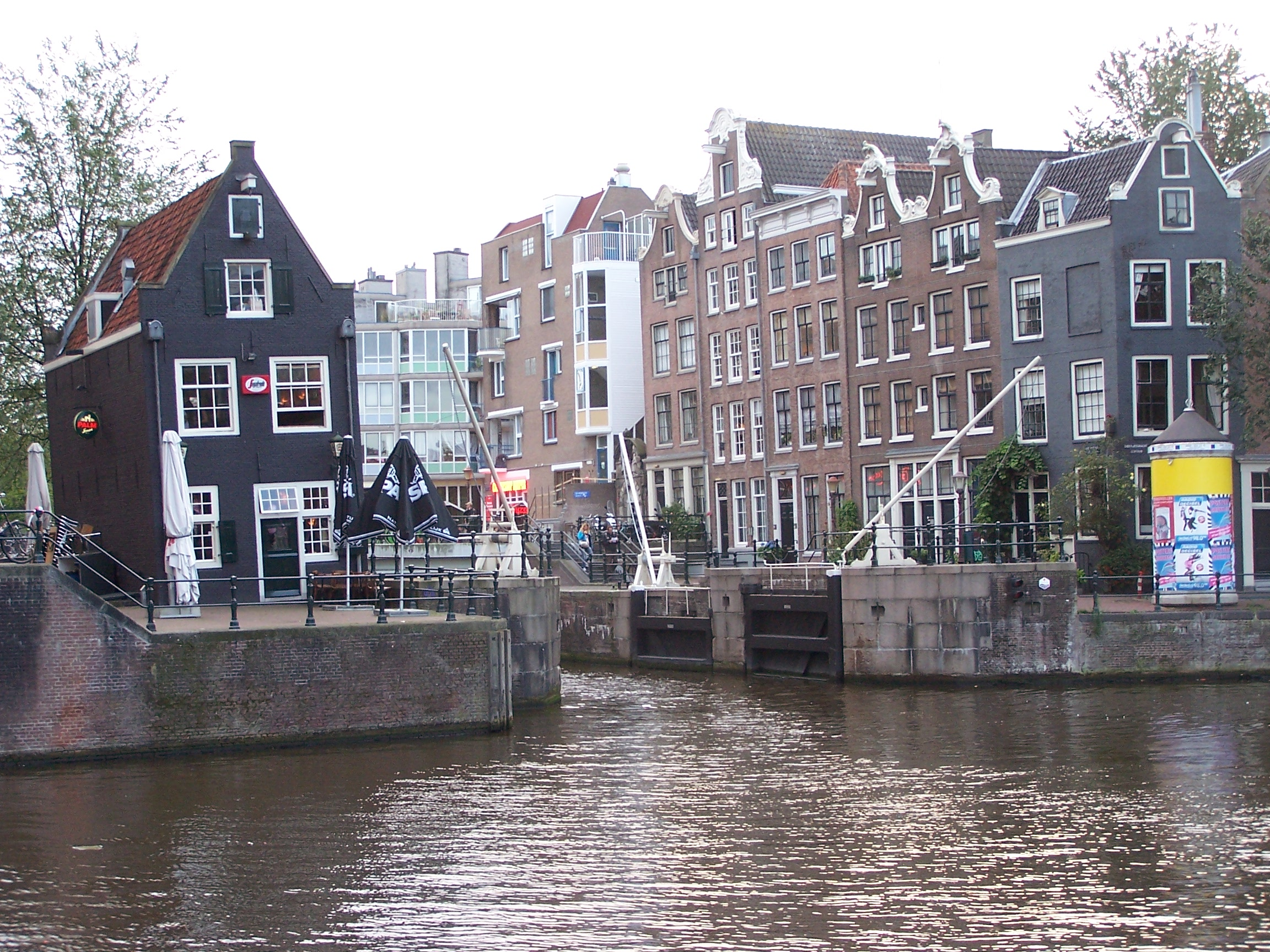
Vue du Sint Antoniesluis et de la Jodenbreestraat depuis le Houtkopersburgwal.

Le Sint Antoniesluis est une écluse d'Amsterdam située à l'est de l'arrondissement de Centrum (dans le Lastage), et qui fait office de liaison entre le Zwanenburgwal et le Oudeschans, ce qui fait d'elle un canal secondaire de la ville. Elle est traversée par deux rues principales, Sint Antoniesbreestraat et la Jodenbreestraat et se trouve sur le tracé de l'ancienne digue de Sint Antoniesdijk, qui fut construite pour protéger la ville médiévale des inondations.